# 立憲主義
立憲主義（りっけんしゅぎ、英: constitutionalism）は、単に憲法に基づいて統治がなされるべきであるというのみならず、政治権力が憲法によって実質的に制限されなければならないという政治理念である。日本語での表現は「憲法に立脚する」という意味合いであるが、そこにいう「憲法」は権力の制約を伴う規範的憲法であり、名目的憲法に基づく統治は本来の意味での立憲主義に結びつかない（外見的立憲主義）。
立憲主義を前提とした民主制を立憲民主主義、やはり立憲主義を前提とした君主制を立憲君主制と呼ぶ。憲政主義とも言う。

## 歴史

### 古典的立憲主義
古典的立憲主義は、複雑な概念であるが、その「思想」は、人類の歴史的な経験に根差している。国家の統治は、より上位の法に従わなければならないという「思想」の起源は、古代ギリシアに遡ることができるが、そこでは憲法に違反する統治は革命によって是正されるものと考えられていた。
古代ギリシアに始まり、古代ローマで発展をみた自然法思想は、「近代的立憲主義」の本質的要素を準備した。ローマの法学者は、公法と私法の根本的な区別を認めた
「憲法」は多義的な概念である。広義では、国家の組織・構造に関する定めや政治権力の在り方などを定めた法規範という意味もある。これを「固有の意味の憲法」という。この「広義の憲法」に対応して、国家の統治を憲法に基づき規正しようとする原理を古典的立憲主義という。古典的立憲主義は、ヴェネツィア共和国やグレートブリテン及びアイルランド連合王国にみることができる。英国法では、中世における、多様な民族による分権的多層的な身分社会を前提に、身分的社会の代表である議会と、特権的身分の最たるものである国王との緊張関係を背景として、王権を制限し、中世的権利の保障を目的とした古典的な立憲主義が成立した。そこでは、立憲主義は、コモン・ローと呼ばれる不文の慣習に基づき権力の行使を行なわせる原理として理解され、「国王といえども神と法の下にある」というヘンリー・ブラクトンの法諺が引用される。もっとも、そこでは、そもそも君主といえども主権と呼べるほどの権力を有していなかったという特殊な事情は看過されてはならない。

### 近代的立憲主義
17世紀になるとフランスにおいて、権力が王権に集中するようになり、国王に対抗する中世的な身分的団体である各種ギルドが君主によって解体されていく中で、君主は法の拘束から解放されているとされて絶対君主制が確立し、ローマ教皇の権利からの対外的な独立性と同時に、国内における最高性を示すものとして君主主権の概念が登場する。主権自体多義的な概念なので注意が必要であるが、上記の意味での主権概念の成立と同時に、巨大な権力である国家と向き合い対峙する、社会の最小単位としての個人という概念が成立した。
近代的立憲主義は、このような絶対君主の有する主権を制限し、個人の権利・自由を保護しようとする動きの中で生まれた。そこでは、憲法は、権力を制限し、国民の権利・自由を擁護することを目的とするものとされ、このような内容の憲法を、特に立憲的意味の憲法（近代的意味の憲法）という。憲法学における立憲主義とは、近代的意味の憲法に従うこと、あるいは「憲法」に則って政治権力が行使されるべきであるとする考え方、あるいはそうした考え方に従った政治制度のこと を指す。フランス人権宣言16条には「権利の保障が確保されず、権力の分立が規定されないすべての社会は、憲法をもつものでない」 とある。（アンシャンレジームからの解放としての）個人の人権の保障、および権力分立は、その重要な要素である。
フランスでは、1789年フランス革命が起こり、その後成立した1791年憲法は、国民主権の原理を宣明するとともに、国王を国家第一の公務員にすぎないと定めた。ここでの国民は、抽象的な全体を示すナシオンであるとされ、個々の市民の総体であるプープルと厳密に区別されていた。しかし、1792年、立憲君主派の擁護もむなしく、時の国王ルイ16世がその浅はかな行動によりギロチンにかけられることになり、このことが英国を始め諸外国の反発を招き、フランス包囲網へと発展する。このような国際状況下、フランスは、帝政を経験し、政治的な混乱を極める中で、共和制へ移行していく。その過程で、ナシオン主権論をとるか、それともプープル主権論をとるかが、統治構造のあり方を変えるものとして議論されるようになった。
他方、英国では、16世紀から王権神授説に基づく国王主権が主張されるようになっていったが、マグナ・カルタ以来の中世的伝統を受けて、これに対抗するかのように法の支配の概念が16世紀から17世紀にかけて確立されていった。その影響の下、1688年名誉革命を経て、1714年ジョージ1世の治世に立憲君主制が確立する。そこでは、フランスとは対極的に長い歴史を経て穏健な形で君主の権力を制限することができたことから、国民主権の概念をとる必要もなく、むしろ貴族院と庶民院という議会内部での権力の抑制が重視されることになって、議会主権の原則が確立された。
もっとも、ここで看過してはならないのは、英国での近代的立憲主義の確立がマグナ・カルタやアーブロース宣言にみられるような一見中世的な古典的立憲主義の復活という形をとりながらも、実際にはロックの社会契約説、抵抗権に支えられた信託に基づく人民主権論という近代的な思想に支えられていたことである。
その後、バージニアでは1776年、ロックの人民主権論を背景に、憎むべき耐え難い専政を布いたジョージ3世を告発し、このような契約違反を理由に信託に基づく国王の主権を人民の元へ取り戻すという形で、人民主権論をとるバージニア憲法が成立し、これを受けて、アメリカ合衆国では、「法の支配」を実際の明文憲法の起草にあたって根幹に据えたアメリカ合衆国憲法が1788年に成立する。
もっとも、アメリカ法では、法の支配の伝統に基づき、フランスにおける主権者の一般意志の表明による法律の至高性といったルソー的な人民主権論は忌避されており、かかるフランス流のルソー・ジャコバン型国家観と対極的な、多数の私的な団体が混在する多層的な多元的社会を背景とした市民社会主導型のトクヴィル・アメリカ型国家観が存在するとの指摘がある。

### 外見的立憲主義
フランス革命、名誉革命という立憲主義の波の中、フランスと英国から国際的圧力を受けていた資本主義後進国のプロイセン＝ドイツでも、人権・自由の保障を求める三月革命が起るが、前期的資本を上からの革命によって産業資本へ転化させようとする流れによって、三月革命は頓挫を余儀なくされ、1871年ビスマルク憲法(ドイツ帝国憲法)によって立憲君主国としてドイツの統一が実現し、ドイツ帝国が成立する。日本でも、ドイツと同じ流れの中で、明治維新が起こり、1889年大日本帝国憲法が成立するが、ドイツ帝国憲法と大日本帝国憲法は、いずれも旧体制の機構の温存こそが目的であって、人権や自由の保障を目的とするものではなく、そこでの権利は恩典的な性質のものとされたことから、外見的立憲主義による憲法と呼ばれることになる。
このうち、ドイツでは実際にも親政が行われ、伝統的な支配体制がある程度機能していた。他方、日本では天皇大権は当初から有名無実であり、政府が「天皇陛下の名において」権限を振るう状態で、憲法の規定と政治の実態がはなはだしく乖離していた。美濃部達吉ら「立憲学派」は、国家法人説・天皇機関説に基づき、憲法による天皇大権の制限を主張したが、その矛盾が天皇機関説事件や統帥権干犯問題として噴出することになる。

## 立憲主義の内容
立憲主義は、以下のような内容を持つ。第1は、憲法によって国家権力が制限されなければならないという点である。第2は、その制限が様々な政治的・司法的手段によって実効性のある一群のより上位の法に盛り込まれていなければならないという点である。
この点で、規範的憲法と名目的憲法が区別され、いわゆる「スターリン憲法」、1954年の中華人民共和国憲法は、名目的憲法であるとされる。例えば、スターリン憲法第125条では、名目的には立憲主義の伝統に従いつつ、「言論の自由を保障する」との規定を置きつつも、「ただし、働く人民の利益に合致し、社会主義制度の強化を目的とする限りにおいて」との規程が置かれており、憲法によって国家権力が制限されていない。また、実際に、国家権力によって個人の権利が侵害された場合の実効性のある救済手段が確保されていなかった。

### 国家緊急権との関係
国家緊急権とは、緊急事態において国家が平常時とは異なる権力行使を行う権限のことであり、とくに憲法上の緊急措置によってさえ解決されえない緊急事態が発生した場合に、憲法の規定を超えた国家緊急権の発動が認められるか否かはこの議論の焦点の一つである。国家緊急権は英米法においては古くからコモン・ローとしてマーシャル・ローの法理が認められており、また大陸法系諸国においてもフランス1814年憲章第14条において「（国王は）法律の執行及び国家の安全のために、必要な規則又は命令を発する」と規定し、のちイギリスのマーシャル・ローを継受し合囲状態（l'etat de siege）として制度化した経緯がある。ドイツでは19世紀半ばから20世紀始めにかけさかんに論じられた。近代立憲主義は、国家権力を憲法の拘束の下に置くことを目的とするため、このような権力行使は立憲主義の下では容易に認めがたいため、非常事態における緊急措置について予めできるかぎり立法化することが求められ、各国において緊急事態法制の発達をみている。

## 近代的立憲主義の現代的変容
以上のように、近代的立憲主義は、法による権力の拘束を内容とする消極国家観を基に、フランス、イギリス、合衆国において成立し、19世紀に至って確立された原理である。ところが、2度の世界大戦と世界恐慌を経た現在、各種財政出動等国家権力による介入の要請が強まり、「消極国家から積極国家へ」との標語の下に、近代的立憲主義は現代的な変容を余儀なくされている。もっとも、近代的立憲主義が確立した各国では、あくまで近代の理念を生かす限りでの現代的理念が追求される傾向が強いのに対し、外見的立憲主義が成立したにすぎないドイツ、特に日本では、近代の超克ないし否定といった形で現代的理念が唱道され、個人という概念のアナクロニズム性や古来の慣習や道徳の復権が強調される傾向があるとの指摘がなされている。

### 憲法上の国民の義務
近代憲法は国家権力を制限し憲法の枠にはめ込むことによって権力の濫用を防ぎ人権（特に自由権）を保証することを目的としている。そのため国民の義務に関する規程は憲法の中に重要な地位を与えられていない。近代憲法として最初期に成立したアメリカ合衆国憲法やフランス共和国憲法には国民あるいは人民一般に対する明確な義務規定は置かれなかった。一方で武力を維持するため、あるいは行政の諸費用を支弁するための租税を維持するための規程は存在しており（フランス人権宣言13条、アメリカ合衆国連邦憲法1条8節1項）、宮沢によれば「当時の人間は、義務は十二分にしょわされていたのであり、あらためてそれを宣言する必要は少しもなかった」 ためである。
アメリカやフランスに遅れて成文憲法を制定した国々の憲法には、義務に関する規定が見られるようになる。フランクフルト憲法やプロイセン憲法、大日本帝国憲法などである。
20世紀以降は所有権は義務をともなうという考えが採用された。「所有権は義務をともなう」という条文があるヴァイマル憲法は従来の憲法に比べて極めて多くの義務を規定しており、兵役の義務（133条2項）、納税の義務（134条）、教育の義務（120条）、就学の義務（145条）、名誉職の仕事を引き受ける義務（132条）、公の役務に服する義務（133条1項）、土地所有者の耕作・利用の義務（155条3項）などが規定された。
1948年イタリア憲法でも教育の義務（30条･34条）、祖国防衛と兵役の義務（52条）、納税の義務（53条）、憲法法律遵守義務（54条）が定められた。またドイツ連邦共和国基本法においても子供の保護・教育の義務（6条二項）、兵役および良心的兵役拒否者に対する代役の義務、国民の憲法擁護義務（5条3項、33条4項）が規定されており、人権と民主主義を絶対保障した憲法体制を破壊しようとする者は処罰される。ながらく義務規定を置かなかったフランス憲法にも現在では憲法的効力を認められた文書のなかに義務規定が存在する（1958年第五共和制憲法前文）。日本国憲法や中華人民共和国憲法、大韓民国憲法、1993年ロシア連邦憲法、1949年インド憲法などにおいても憲法における義務規定は存在している。19世紀的義務が変わらず科せられている一方で、勤労の義務や環境に関する義務など20世紀になって新たに導入された義務規定が登場するなど、多様化している。
権利と義務との関係から憲法に人民の義務について記述すべきだとの主張があり、「教育を受けさせる義務」や納税の義務、あるいはその対等物として参政権を保障すべきだとの主張がある。

### 憲法上の外国人の義務
国民の憲法上の義務については多くの議論がなされているに対して、外国人の当該法適用領域における憲法上の義務に関する議論はほとんどなされていないのが現状である。藤本によれば憲法上の外国人の義務を解するには憲法上に保障される権利と対等である必要はなく、条約および慣習により流動的に調整すればよいとする。
すなわち、憲法には人権規定のみならず義務の規定も置かれるのが通常であり19世紀型憲法から20世紀的憲法に移行するにつれその数も増え内容も多様化しているとはいえ、憲法上の義務は人権と異なりすべて後国家的なものであり憲法で具体的な内容を定めるとしてもおのずから限界がある。それゆえ人権を制限する可能性のある憲法上の義務はなるべく限定的に解し、明示されていない義務は法律レベルで対処すべきとする。